# Aibonito
Aibonito est une municipalité de l'île de Porto Rico (code international : PR.AI) qui s'étend sur 80 km2 et regroupe 24 637 habitants en 2020.

## Personnalité lié à la communauté
- Rubén Berríos (1939-), homme politique portoricain.